# 第102師団 (日本軍)
第102師団（だいひゃくにしだん）は、大日本帝国陸軍の師団の一つ。
1944年（昭和19年）5月に策定された「十一号作戦準備」（「準備」）に基づき、フィリピンにおいて独立混成旅団4個を基幹に各々師団に改編して編成した内の一つ。

## 沿革

### 編成
1944年6月15日、軍令陸甲下令により、フィリピン、ビサヤ諸島において治安粛清作戦に従事中の独立混成第31旅団（旅団長：河野毅少将、6個独立歩兵大隊基幹）を復帰し編成業務に入ると共に、内地で仮編成した2個歩兵大隊、師団後方部隊などを編合して、7月10日に編成を完結した。

### 師団の編制
師団編制の特徴は、基幹となる兵力を2個歩兵旅団が指揮する8個独立歩兵大隊とし、これを各々島嶼ごとに配備可能とした。大隊は隊長以下約990名。4個歩兵中隊の他、銃砲隊（隊長以下約200名。機関銃中隊、歩兵砲小隊）、作業隊（隊長以下約50名・手作業小隊）から成った。師団砲兵は、米軍からの鹵獲野砲と迫撃砲を装備したが機動力を欠いた。師団工兵は、「準備」の要目である飛行場速成のため10個工兵中隊という特異編制をとり、加えて特設飛行場設定隊を指揮下に入れた。師団輜重隊は現地の自動車を徴発して使用する状況で物資輸送に支障があった。内地からの編入部隊の一部は、ルソン島に到着後船便がなく、同島にて戦闘に参加することになった。

### 編成後
師団長は、着任と同時に司令部をセブ島セブに置き、歩兵旅団の主力をパナイ島とセブ島南部地区配備を部署し、引き続き治安作戦と飛行場設定を命じた。同年8月初旬には、新設の第35軍戦闘序列に編入された。

### レイテ島の戦い
10月中旬に米軍はレイテ湾のスルアン島に上陸、「捷一号作戦」が発動され第35軍司令官も「鈴号作戦」を令し、師団から2個大隊をレイテ島へ急行させ、レイテ島の戦いに参加した。各大隊は上陸後同島北東部要地へ向け前進する途中米軍と不期遭遇戦となり、火力に圧倒され後方山地へ退いた。軍司令官の増派要請を受け師団長は手元の兵力を率いてレイテ島へ上陸、ピナ山（リモン東方、カリガラ南方）まで進出し、同地区の歩兵第41連隊残部など諸部隊を指揮下に入れ、リモン峠で対峙中の第1師団の右背部掩護の態勢を維持した。

### ビサヤ諸島の戦いと終戦
しかし、同島の戦局が悪化したため、12月下旬に師団長は島からの撤収を決心し、司令部員と一部兵力を連れ、1945年1月にセブ島へ渡航した。この渡航は上級組織である第35軍の認可を得る前に独断で企図し、話を知った第35軍司令官の鈴木宗作中将が師団司令部のセブ島への帰還命令を出した。だが、師団が第35軍司令部への報告をすべて手紙で済ませた上に無断で護衛大隊を使ったことに鈴木は激怒し、司令部のセブ島到着後に師団長と参謀長の指揮権を停止して待機を命じ、後日「重謹慎30日」を遡及する形で課した上で指揮権を復帰させた。
2月から米軍のビサヤ侵攻が始まり、3月下旬にはセブ島への上陸が開始された。師団の各配備部隊は既設陣地や山岳に立てこもって抵抗を続けたがやがて自戦自活状態となり、多数の戦病死者が出るなかで終戦を迎えた。
1945年8月24日、セブ島バランバランで師団長である福栄真平中将が降伏文書に署名した。

## 師団概要

### 歴代師団長
- 福栄真平 中将：1944年（昭和19年）6月21日 - 終戦

### 参謀長
- 和田俐 大佐：1944年（昭和19年）6月21日 - 終戦[4]

### 最終司令部構成
- 参謀長：和田俐大佐
  - 参謀：渡辺英海大佐
  - 参謀：丸山正寅中佐
  - 参謀：有富重勝中佐
  - 参謀：鈴木清中佐
  - 参謀：金子正二少佐
- 高級副官：清水高蔵少佐

### 最終所属部隊
- 歩兵第77旅団（熊本）：河野毅中将
  - 独立歩兵第170大隊：戸塚良一中佐
  - 独立歩兵第171大隊：田辺侃二中佐
  - 独立歩兵第172大隊：山口正一大佐
  - 独立歩兵第354大隊：堀久謙少佐
  - 歩兵第77旅団通信隊：中村秀大尉
  - 歩兵第77旅団作業隊：川田清中尉
- 歩兵第78旅団（熊本）：万城目武雄少将
  - 独立歩兵第169大隊：西村茂中佐
  - 独立歩兵第173大隊：大西精一中佐
  - 独立歩兵第174大隊：尾家刢大佐
  - 独立歩兵第355大隊：野瀬幸雄少佐
  - 歩兵第78旅団通信隊：四家肇中尉
  - 歩兵第78旅団作業隊：小堀重次大尉
- 第102師団砲兵隊：斎藤正一少佐
- 第102師団工兵隊：武田喜久雄少佐
- 第102師団通信隊：山根一郎少佐
- 第102師団輜重隊：正角竹次郎少佐
- 第102師団野戦病院：
- 第102師団病馬廠：山井忠獣医大尉
- 第102師団防疫給水部：鈴木政雄軍医少佐